# Turrani
Turrani (en llatí Turranius) va ser un magistrat romà del segle i.
Era prefecte de l'annona a la mort d'August l'any 14 i va ser un dels primers que va declarar fidelitat a Tiberi en ser proclamat. Va continuar exercint el seu càrrec fins al temps de Claudi. Se l'esmenta encara com a praefectus rei frumentariae l'any 48.